# 우에노 유사쿠
우에노 유사쿠 (1973년 11월 1일 ~ )는 일본의 전 축구 선수이자 현 축구 지도자로 과거 아비스파 후쿠오카, 산프레체 히로시마, 교토 상가, 알비렉스 니가타, 도치기 SC에서 공격수로 활약했다.

## 선수 시절
1996년부터 1999년까지 4시즌동안 아비스파 후쿠오카 소속으로 공식전 140경기 22골을 기록했고 2000년에는 산프레체 히로시마 소속으로 활동했으나 공식전 7경기 1골을 기록하는데 그쳤다.
그 후 2001년부터 2시즌동안 교토 상가에서 75경기 14골을 기록하며 교토 상가의 사상 첫 천황배 우승의 기쁨을 맛보았고 2003년부터 2005년까지는 알비렉스 니가타 소속으로 공식전 119경기 22골을 기록하며 J리그 디비전 2 2003 우승 및 J리그 입성 5년만의 J1리그 승격을 이뤄냈다.
이후 2006년 친정팀인 산프레체 히로시마로 복귀하여 2006 시즌에는 공식전 29경기를 소화했지만 2007 시즌 공식전에는 단 1경기도 출전하지 못했으며 2007년 6월 일본 풋볼 리그의 도치기 SC 이적을 통해 고향팀으로 복귀하여 2008년까지 49경기 10골을 기록하며 팀의 2008 시즌 일본 풋볼 리그 준우승 및 차기 시즌 J2리그 승격을 이끈 뒤 2008 시즌을 끝으로 프로 통산 419경기 69골의 기록을 남기고 12년간의 현역 생활을 마감했다.

## 지도자 경력

### FC 기후
2023 시즌을 앞둔 2022년 12월 15일 J3리그의 FC 기후 사령탑으로 전격 취임하여 전 시즌 리그 14위에 머물렀던 팀의 순위를 6계단 끌어올렸다.

## 수상

### 클럽 (선수)
교토 상가
- 천황배 : 우승 (2002)

알비렉스 니가타
- J2리그 : 우승 (2003)

도치기 SC
- 일본 풋볼 리그 : 준우승 (2008)